# Хегемонија
Хегемонија је политички, културни или економски утицај или доминација (надмоћ) једне нације, друштва или групе над другима. Хегемонија се у прошлим временима постизала најчешће употребом силе. Данас се она чешће односи на снажан економски и културни утицај механизмима глобализације.
У старој Грчкој (8. век п. н. е. – 6. век), хегемонија је означавала политичко-војну доминацију хегемонског града-државе над другим градовима-државама. У 19. веку, хегемонија је означавала „друштвену или културну превласт или надмоћ; превласт једне групе у друштву или средини“ и „групу или режим који врши непримерен утицај унутар друштва“.
У културном империјализму, водећа држава диктира унутрашњу политику и друштвени карактер подређених држава које чине хегемонистичку сферу утицаја, било од стране унутрашње, спонзорисане владе или од стране екстерне, инсталиране владе. Термин хегемонизам означавао је геополитичку и културну превагу једне земље над другим земљама, нпр. хегемонија великих сила успостављена европским колонијализмом у Африци, Азији и Латинској Америци.
У марксистичкој филозофији, Антонио Грамши је дефинисао културну хегемонију као манипулацију владајуће класе система вредности и обичаја друштва, тако да је перспектива владајуће класе поглед на свет друштва; стога, у односима међу друштвеним класама у друштву. Термин хегемонија описује културну доминацију владајуће класе, која приморава на потчињавање других друштвених класа.

## Политичке науке
У историјском писању 19. века, ознака хегемоније се проширила да опише превласт једне земље над другим земљама; и, шире, хегемонизам је означавао политику великих сила (током 1880-их – 1914) за успостављање хегемоније (индиректне империјалне владавине), што онда води ка дефиницији империјализма (директна страна владавина). Почетком 20. века, у области међународних односа, италијански марксистички филозоф Антонио Грамши развио је теорију културне доминације (анализу економске класе) да би укључио друштвену класу; стога је филозофска и социолошка теорија културне хегемоније анализирала друштвене норме које су успоставиле друштвене структуре (друштвене и економске класе) са којима владајућа класа успоставља и врши културну доминацију како би наметнула свој Weltanschauung (поглед на свет) – оправдавајући друштвени, политички, и економски статус кво – као природан, неизбежан и користан за сваку друштвену класу, пре него као вештачка друштвена конструкција од користи искључиво владајућој класи.
Из Грамшијеве анализе изведена је политолошка ознака хегемоније као вођства; дакле, историјски пример Пруске као војно и културно преовлађујуће покрајине Немачког царства (1871–1918); и лична и интелектуална превласт Наполеона Бонапарте над Француским конзулатом (1799–1804). У данашње време, у Хегемонији и социјалистичкој стратегији (1985), Ернесто Лаклау и Шантал Муф дефинишу хегемонију као политички однос моћи у коме подређено друштво (колектив) обавља друштвене задатке који су културолошки неприродни и нису им од користи, али који су од искључиве користи за империјалне интересе хегемона, супериорне, ординатне власти; хегемонија је војни, политички и економски однос који се јавља као артикулација унутар политичког дискурса. Бејер је анализирао савремену хегемонију Сједињених Држава на примеру Глобалног рата против тероризма и представио механизме и процесе америчког вршења власти у „хегемонистичком управљању“.

## Међународни односи
Научници се разликују у томе да ли ће биполарност или униполарност вероватно произвести најстабилније и најмирније исходе. Кенет Валц и Џон Миршајмер су међу онима који тврде да биполарност има тенденцију да генерише релативно већу стабилност, док су Џон Ајкенбери и Вилијам Волфорт међу онима који се залажу за стабилизацијски утицај униполарности. Неки научници, као што су Карл Дојч и Џ. Дејвид Сингер, тврдили су да је мултиполарност најстабилнија структура.
Научници се не слажу око извора и стабилности униполарности САД. Реалистички научник за међународне односе тврди да је униполарност укорењена у супериорности америчке материјалне моћи од краја Хладног рата. Научник либералних међународних односа Џон Ајкенбери приписује америчку хегемонију делом, како каже, обавезама и самоограниченошћу које су Сједињене Државе успоставиле кроз стварање међународних институција (као што су Уједињене нације, Међународни монетарни фонд, Светска банка и Светска трговинска организација). Конструктивистичка научница Марта Финемор тврди да су озакоњење и институционализација кључне компоненте униполарности.